# 11441 Anadiego
11441 Anadiego este un asteroid din centura principală de asteroizi.

## Descriere
11441 Anadiego este un asteroid din centura principală de asteroizi. A fost descoperit pe 31 decembrie 1975 la El Leoncito de Mario R. Cesco. Asteroidul prezintă o orbită caracterizată de o semiaxă mare de 2,56 ua, o excentricitate de 0,26 și o înclinație de 12,3° în raport cu ecliptica.